# Miguel González (Basketballspieler)
Miguel Ángel González Lázaro (* 24. September 1938 in Valencia; † 4. Juli 2022 ebenda) war ein spanischer Basketballspieler.

## Karriere
Miguel González kam von der Unión Naval de Levante über den CB Dimar. Es folgten weitere Stationen beim CB Aismalíbar, Picadero Jockey Club, FC Barcelona, Real Madrid, Joventut de Badalona, UE Matarò sowie Bàsquet Manresa.
Für die spanische Nationalmannschaft absolvierte er 70 Länderspiele, gewann mit ihr Silber bei den Mittelmeerspielen 1963 und nahm an den Olympischen Spielen 1960 in Rom teil. Darüber hinaus gehörte er zum spanischen Aufgebot bei den Europameisterschaften 1963 und 1965.